# 长沙生态动物园
长沙生态动物园位于湖南省长沙市芙蓉南路（暮云镇），该园2003年底开始筹建，2010年9月自烈士公园原长沙动物园完成整体迁入，2010年10月1日正式对外开放。 长沙生态动物园总面积近1500亩，分为步行游览区、车行游览区、科普教育文化区、生态景观区、休闲娱乐区、后勤服务区、入口广场区7大区域，共建有动物笼舍、场馆（区）37个，展示动物350余种类，4000余头（羽），为集动物保护、展示、科普和休闲于一体的大型动物园；也是湖南省唯一一家获准引进饲养一、二类水陆野生动物的专业野生动物饲养和展示单位。

## 历史
长沙早在1934年，于天心公园附设有动物园，饲养动物20多只；1951年在儿童公园设动物棚。1956年儿童公园改设“少年之家”，于烈士公园西南角开辟动物展览区；1958年长沙动物园整体搬迁至烈士公园正式对外挂牌。该园为湖南省野生动物的观赏、繁殖、科研基地。
原长沙动物园始建于1956年，原系烈士公园动物展区，1974年自烈士公园划出正式成立长沙动物园。园区包括外围设施占地面积60亩；分为鸟类、草食动物、灵长动物、猛兽及两栖爬行动物五个区，共有笼舍馆室17个；饲养的动物共计170余种，2000余只，养有熊猫、东北虎、云豹、扬子鳄等中国珍稀野生动物。2010年9月3日正式关闭，9月8日－12日搬迁，原地域划归烈士公园。